# Горрис, Альберто
Альбе́рто Го́ррис Эча́рте (исп. Alberto Górriz Echarte; родился 16 февраля 1958 года, Ирун, Испания) — испанский футболист, защитник. Известен по выступлениям за «Реал Сосьедад» и сборную Испании. Участник чемпионата мира 1990 года. Рекордсмен «Реал Сосьедад» по количеству сыгранных матчей.

## Клубная карьера
Горрис воспитанник клуба «Реал Сосьедад». Свои первые сезоны он отыграл за команду резервистов. 8 апреля 1979 года в матче против «Райо Вальекано» он дебютировал в Ла Лиге. Завоевать место в основе Альберто смог только в 1981 году. В том же году он стал чемпионом Испании, а через год повторил достижение. В 1982 году Горрис стал обладателем Суперкубка Испании. В 1987 году Альберто помог клубу выиграть Кубок Испании. Он провёл в Сан-Себастьяне всю свою карьеру, сыграв в общей сложности за клуб 599 матчах во всех соревнованиях. Альберто вляется рекордсменом команды по количеству сыгранных матчей. В 1993 году Горрис завершил карьеру в возрасте 35 лет.

## Международная карьера
16 ноября 1988 года в отборочном матче первенства мира 1990 против сборной Ирландии Горрис дебютировал за сборную Испании. В 1990 году Альберто попал в заявку национальной команды на участие в Чемпионате мира в Италии. На турнире он сыграл в поединках против сборных Югославии, Уругвая, Южной Кореи и Бельгии. В поединке против бельгийцев Горрис забил свой первый гол за сборную.

### Голы за сборную Испании
| #   | Дата           | Место                                 | Противник | Счёт | Результат | Соревнование        |
| --- | -------------- | ------------------------------------- | --------- | ---- | --------- | ------------------- |
| 01. | 16 ноября 1988 | Маркантонио Бентегоди, Верона, Италия | Бельгия   | 2:1  | 2:1       | Чемпионат мира 1990 |

## Статистика выступлений

### Клубная статистика
| Выступление      | Выступление      | Выступление      | Лига | Лига | Кубок страны | Кубок страны | Еврокубки | Еврокубки | Прочие | Прочие | Итого | Итого |
| Клуб             | Лига             | Сезон            | Игры | Голы | Игры         | Голы         | Игры      | Голы      | Игры   | Голы   | Игры  | Голы  |
| ---------------- | ---------------- | ---------------- | ---- | ---- | ------------ | ------------ | --------- | --------- | ------ | ------ | ----- | ----- |
| Реал Сосьедад    | Примера          | 1978/79          | 4    | 0    | 0            | 0            | —         | —         | —      | —      | 4     | 0     |
| Реал Сосьедад    | Примера          | 1979/80          | 15   | 0    | 0            | 0            | —         | —         | —      | —      | 15    | 0     |
| Реал Сосьедад    | Примера          | 1980/81          | 32   | 0    | 0            | 0            | 6         | 0         | —      | —      | 38    | 0     |
| Реал Сосьедад    | Примера          | 1981/82          | 34   | 0    | 0            | 0            | 2         | 0         | —      | —      | 36    | 0     |
| Реал Сосьедад    | Примера          | 1982/83          | 31   | 1    | 0            | 0            | 8         | 0         | 3      | 0      | 42    | 1     |
| Реал Сосьедад    | Примера          | 1983/84          | 34   | 1    | 0            | 0            | —         | —         | 4      | 0      | 38    | 1     |
| Реал Сосьедад    | Примера          | 1984/85          | 33   | 0    | 0            | 0            | —         | —         | 2      | 0      | 35    | 0     |
| Реал Сосьедад    | Примера          | 1985/86          | 34   | 1    | 0            | 0            | —         | —         | 6      | 0      | 40    | 1     |
| Реал Сосьедад    | Примера          | 1986/87          | 41   | 1    | 0            | 0            | —         | —         | —      | —      | 41    | 1     |
| Реал Сосьедад    | Примера          | 1987/88          | 37   | 6    | 0            | 0            | 4         | 0         | —      | —      | 41    | 6     |
| Реал Сосьедад    | Примера          | 1988/89          | 36   | 1    | 0            | 0            | 8         | 0         | —      | —      | 44    | 1     |
| Реал Сосьедад    | Примера          | 1989/90          | 38   | 2    | 0            | 0            | —         | —         | —      | —      | 38    | 2     |
| Реал Сосьедад    | Примера          | 1990/91          | 37   | 0    | 0            | 0            | 4         | 0         | —      | —      | 41    | 0     |
| Реал Сосьедад    | Примера          | 1991/92          | 36   | 1    | 0            | 0            | —         | —         | —      | —      | 36    | 1     |
| Реал Сосьедад    | Примера          | 1992/93          | 19   | 0    | 2            | 0            | 1         | 0         | —      | —      | 22    | 0     |
| Реал Сосьедад    | Итого            | Итого            | 461  | 14   | 2            | 0            | 33        | 0         | 15     | 0      | 511   | 14    |
| Всего за карьеру | Всего за карьеру | Всего за карьеру | 461  | 14   | 2            | 0            | 33        | 0         | 15     | 0      | 511   | 14    |

## Достижения
Командные
 «Реал Сосьедад»
- Чемпионат Испании по футболу — 1980/1981
- Чемпионат Испании по футболу — 1981/1982
- Обладатель Кубка Испании — 1986/1987
- Обладатель Суперкубка Испании — 1982